# Paialvo
 (août 2019).
Paialvo est une freguesia portugaise située dans le district de Santarém.
Avec une superficie de 22,26 km2 et une population de 2 850 habitants (2001), la paroisse possède une densité de 128,0 hab/km2.